# توي (بونتيفيدرا)
بلدية طوية أو توي (بالإسبانية: Tui) هي بلدية تقع في مقاطعة بونتيفيدرا التابعة لمنطقة جليقية شمال غرب إسبانيا.

## الديموغرافيا
يبلغ عدد سكان بلدية طوية 17.236 نسمة عام 2011 (وفقاً للمعهد الوطني للإحصاء الإسباني).
| 16.003 | 15.827 | 16.221 | 16.680 | 16.948 | 17.262 | 17.236 |

## توأمة
لطوية (بونتيفيدرا) اتفاقيات توأمة مع:
- فرسمولد

## أعلام
- سارا غونزاليس
- أوسكار كاريرا
- غوستافو رودريغيز إغليسياس
- خيرونيمو برموديز
- بيترو غونزاليس